# 莉莉圖
莉莉圖（Lilītu）是美索不達米亞的女惡魔、魅魔，據說是風神恩利爾的後裔。莉莉圖（Lilitu）的名字與聖經中的莉莉絲（Lilith）非常相似，並且有幾個與莉莉絲（Lilith）共同的特徵。傳說是由分娩過程中死亡的婦女的思想組成的。
莉莉圖（Lilitu）有時被認為是阿爾達莉莉（Ardat-Lily），但兩者應該區分開來。
她有著有著魅魔般的妖艷外表。她是不孕的惡魔，會攻擊有妻子的男人，導致他們分離並吃掉他們的孩子。

## 外部來源
- 馬克-亞蘭·德坎普（Marc-Alain Descamps），« 莉莉絲或神話的永恆 », 想像與無意識, 第3卷（2002年），第7章，p.79
- 瓦爾特·法伯（Walter Farber），«莉露、莉莉圖、阿爾達莉莉.A.語言學»，亞述學與近東考古學真實辭典，第7卷，柏林，德格魯特, 1987-1990年, p.23-24